# Queso paipa
El queso paipa es un queso semiduro, semigraso y semicurado boyacense en Colombia. producido en el Valle de Sogamoso a una altitud de unos 2.525 m s. n. m. en la parte noroccidental del departamento de Boyacá e incluye las poblaciones de Paipa y Sotaquirá.

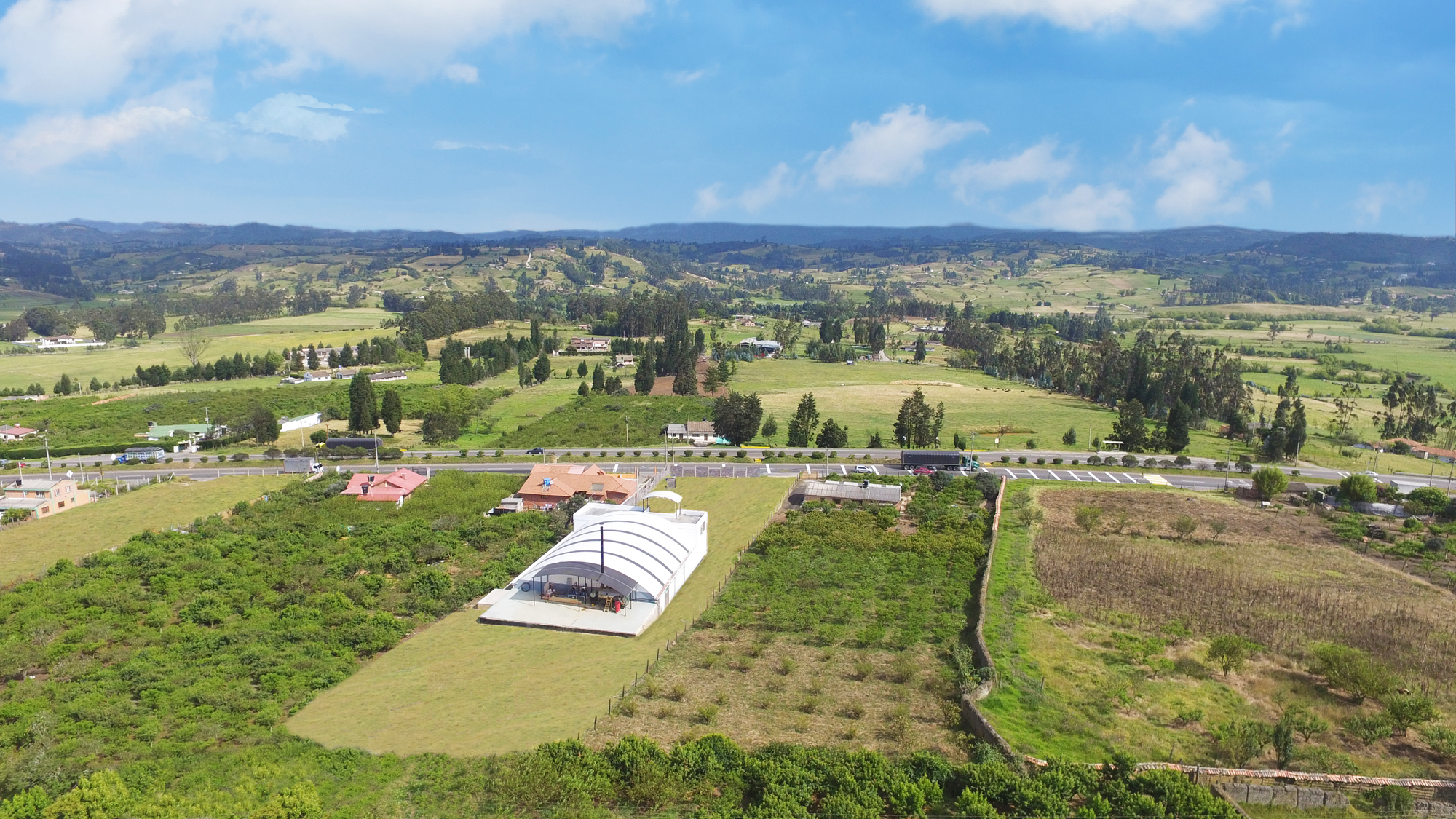
Planta de queso Paipa en Sotaquirá.

Su denominación de origen, protegida, estatus otorgado por el gobierno colombiano.

## Historia
El queso Paipa, es la reinvención del queso Reinoso de la región y elaborado desde hace más de 100 años. Su historia se relaciona con haciendas en Boyacá.

Su nombre se debe al municipio de Paipa, donde se vendía los días de mercado a viajeros y transeúntes.
Un dato del queso es que no necesita refrigeración, se puede conservar sin necesidad de una nevera.